# Oak Level
Oak Level és una concentració de població designada pel cens dels Estats Units a l'estat de Virgínia. Segons el cens del 2000 tenia 885 habitants.

## Demografia
Segons el cens del 2000, Oak Level tenia 885 habitants, 415 habitatges, i 278 famílies. La densitat de població era de 56,1 habitants per km².
Dels 415 habitatges en un 23,4% hi vivien nens de menys de 18 anys, en un 54,2% hi vivien parelles casades, en un 8,9% dones solteres, i en un 33% no eren unitats familiars. En el 30,4% dels habitatges hi vivien persones soles el 10,6% de les quals corresponia a persones de 65 anys o més que vivien soles. El nombre mitjà de persones vivint en cada habitatge era de 2,13 i el nombre mitjà de persones que vivien en cada família era de 2,6.
Per edats la població es repartia de la següent manera: un 18,3% tenia menys de 18 anys, un 6,2% entre 18 i 24, un 26,4% entre 25 i 44, un 31% de 45 a 60 i un 18,1% 65 anys o més.
L'edat mediana era de 44 anys. Per cada 100 dones de 18 o més anys hi havia 100,8 homes.
La renda mediana per habitatge era de 31.607 $ i la renda mediana per família de 38.250 $. Els homes tenien una renda mediana de 26.429 $ mentre que les dones 17.198 $. La renda per capita de la població era de 20.439 $. Entorn del 5,7% de les famílies i el 8,8% de la població estaven per davall del llindar de pobresa.

## Poblacions més properes
El següent diagrama mostra les poblacions més properes.